# Michaela Teller
Michaela Teller (* 29. Januar 1975 in Bonn) ist eine deutsche Juristin und Richterin am Bundesfinanzhof.

## Leben und Wirken
Teller absolvierte nach ihrem Abitur in Bonn zunächst die Ausbildung für den gehobenen Dienst in der Finanzverwaltung. Anschließend war sie in der Finanzverwaltung des Landes Nordrhein-Westfalen tätig, zuletzt im Range einer Steuerinspektorin. Später gab sie ihre Stellung auf, studierte Rechtswissenschaften und war nach dem Abschluss ihrer juristischen Ausbildung mit dem Erwerb des Ersten und Zweiten Juristischen Staatsexamens als Rechtsanwältin in einer Bonner Wirtschaftskanzlei tätig. Dort war sie zudem nach entsprechender Prüfung als Steuerberaterin tätig. Im November 2007 trat Teller in den Justizdienst des Landes Niedersachsen ein und wurde als Richterin am Niedersächsischen Finanzgericht in Hannover eingesetzt. Von 2011 bis 2014 war sie als wissenschaftliche Mitarbeiterin an den Bundesfinanzhof abgeordnet. Im März 2015 wurde sie selbst zur Richterin am Bundesfinanzhof gewählt. Sie trat ihre Stelle am 1. Februar 2016 an und wurde dem vor allem für Lohnsteuersachen zuständigen VI. Senat zugewiesen. Außerdem ist sie Mitverfasserin eines Kommentars zur Finanzgerichtsordnung.